# Rudolf Beran
Rudolf Beran (28 de diciembre de 1887-23 de abril de 1954), político conservador checoslovaco, primer ministro del país durante la Segunda República Checoslovaca y al comienzo del Protectorado de Bohemia y Moravia.

## Comienzos
Colaborador de Antonín Švehla, ingresó en el Parlamento en 1925 y fue reelegido diputado en 1929 y 1935. Sucedió a aquel en la presidencia del Partido Republicano de Agricultores y Campesinos, pero con una línea política menos democrática y más favorable a Alemania. Político poco dado a la publicidad, controlaba el partido en la sombra. Inteligente y hábil, tenía un conocimiento limitado, empero, de política internacional. No hablaba ningún idioma aparte del checo, lo que dificultó más tarde sus tratos con los alemanes. Defendió una actitud de apaciguamiento hacia la Alemania nazi, oponiéndose a la postura de Edvard Beneš.

## Ascenso y gobierno

### Panorama político
Tras la crisis de Múnich del otoño de 1938, Beran encabezó uno de los dos nuevos partidos en los que se reorganizaron los anteriormente existentes, el conservador (Partido de Unidad Nacional) que englobó a los cinco principales partidos de centroderecha del país. Beran dirigía el principal de ellos, el agrario. Esta nueva formación se creó como partido de gobierno, mientras que las fuerzas de izquierdas creaban una agrupación sin posibilidad alguna de alcanzar el poder.
En su programa electoral del 19 de febrero de 1939, mostraron su disposición a convertir el Estado al modelo corporativista, aunque se opusiese al totalitarismo. El rival de izquierda (el Partido Nacional del Trabajo) era muy moderado, sin incluir en su programa mención alguna sobre el socialismo, la revolución o la lucha de clases, Beran se mostró hostil a su existencia el mismo mes de febrero desde su periódico, Večer. Al mismo tiempo, la prensa de derecha comenzó a alabar las supuestas ventajas de los sistemas políticos de partido único.

### Primer ministro
Tras la tardía elección del presidente, el jurista Emil Hácha, el gabinete del general Jan Syrový dimitió y fue sustituido por un nuevo Gobierno al frente del que se hallaba Beran el 1 de diciembre de 1938. El nacionalista eslovaco Karol Sidor fue nombrado vice primer ministro y ministro para Eslovaquia mientras que el ministro de Asuntos Exteriores, Chvalovský, mantuvo su cartera y Syrový quedaba en Defensa. Su Gobierno, conservador, se caracterizó por el miedo a nuevas exigencias alemanas. Se permitió que las instituciones democráticas languidecieran, tomando el gobierno un tinte cada vez más autoritario.
El Parlamento, que mantuvo nueve sesiones entre noviembre y diciembre de 1938, se limitó prácticamente a aprobar la acción del Gobierno, siendo las críticas a este muy moderadas. El 15 de diciembre de 1938, aprobó una ley de capacitación que permitía al ejecutivo gobernar por decreto durante dos años, sin necesidad de aprobación parlamentaria. La ley se aprobó con el objetivo de acelerar las reformas del país, pero concedió enormes poderes al Consejo de Ministros.
Desde el comienzo de su mandato, Beran se cuidó de mostrar el cambio en política exterior que acercó a la república a las potencias fascistas.

### La tensión en Eslovaquia
Tras un aumento de la tensión con los nacionalistas eslovacos de Jozef Tiso, la intervención del presidente Hácha pareció calmar la situación entre el Gobierno de Praga y los autonomistas. Pronto regresó la agitación de los extremistas y Beran recibió la recomendación del ministro de Transporte, general Alois Eliáš (más tarde primer ministro), de destituir al gabinete autónomo de Tiso en Eslovaquia, propuesta que Beran rechazó por precipitada, a mediados de febrero de 1939.
Abandonó el cargo el 27 de abril de 1939, poco después de la ocupación alemana de la mitad checa del país y de la proclamación simultánea de la independencia de la parte eslovaca (la Rutenia subcarpática fue ocupada por Hungría).
Tras abandonar el gobierno, se trasladó a su granja y mantuvo contactos con miembros de la Resistencia durante la guerra. Al acabar esta, fue arrestado y acusado de colaboracionista por las autoridades comunistas checoslovacas. Condenado en un juicio amañado, fue condenado a veinte años de cárcel y murió en la cárcel de Leopoldov en 1954.